# Wojciech Czarny
Wojciech Jerzy Czarny – polski antropolog, profesor nauk o kulturze fizycznej.

## Życiorys
W 1999 r. ukończył studia nauczania wychowania fizycznego oraz organizacji i kierowania turystyką w Wyższej Szkole Pedagogicznej w Rzeszowie, w 2004 r. obronił pracę doktorską pt. Ocena zależności pomiędzy budową somatyczną, skokiem pokwitaniowym a sprawnością fizyczną młodzieży z uwzględnieniem wybranych czynników społeczno-ekonomicznych, w 2008 r. habilitował się na podstawie pracy zatytułowanej Badania zmienności budowy somatycznej i sprawności motorycznej młodzieży akademickiej w Polsce. W 2015 r. uzyskał tytuł profesora nauk o kulturze fizycznej.
Został pracownikiem naukowym na Uniwersytecie Rzeszowskim i w Wyższej Szkole Społeczno-Przyrodniczej im. Wincentego Pola w Lublinie.
Jest członkiem Podkarpackiego Towarzystwa Naukowego Kultury Fizycznej w Rzeszowie.